# 許傑克
許傑克（1975年3月1日—），台灣嘉義縣朴子人。著名廣播電台主持人、冷兵器專家，常受邀演講，為國家考試導遊、領隊人員。因深耕於蒙古傳統弓箭文化，故蒙古國文化部提名、受頒為蒙古國官方觀光代表。許傑克連續於2015、2016年參加世界射遠錦標賽，獲得傳統弓箭射遠金牌，並成為 2016/09-2019/09  期間70磅傳統弓組射遠記錄保持人。2019年起受聘為台灣中醫臨床醫學會顧問。

## 簡歷
許傑克畢業於台灣藝術大學應用媒體藝術研究所，以古兵器研究者身份多次講述冷兵器於民視新聞台《挑戰新聞》、東森新聞台《關鍵時刻》、衛視中文台《真相HOLD得住》講解古兵器與居合道。早期為台北市立圖書館及台藝大圖書館館員，後參與廣播電台主持工作，曾於中央廣播電台、國立教育廣播電台、台北廣播電台主持節目，著名節目有〈閱讀電影〉單元、《數位好好玩》、《科技練功房》、《全球文化網》、《台灣好漾》、《Taipei Free Fun》等。曾任配音員，專精於數位科技、教育、旅遊、兒童節目等。
許傑克在家族傳承下，15歲開始接觸中國功夫，尤喜愛中國劍，在大學時期學習居合道、劍道，曾任劍道社社社長。由於對古兵器的熱愛，遂開始研究效能最高的冷兵器：弓箭。許傑克連續於2015、2016年赴美國猶他州鹽湖城參加世界射遠錦標賽，獲得傳統弓箭50磅與70磅組世界金牌，並於2016年成為70磅組射遠紀錄保持人。2016年底許傑克於台北市舉辦東方弓箭文化特展。
由於許傑克對於傳統弓箭與文化的研究，赴蒙古交流時受到蒙古國文化部的重視，於2014年提名成為蒙古國觀光代表，這也是台灣人第一位得到蒙古國頒布認可的官方代表。2015年許傑克擔任製作人，協助蒙古Ulaanbaatar Broadcasting System（UBS）攝影團隊赴台灣，拍攝台灣觀光與蒙古弓箭文化紀錄片。2017年後開始推動台灣在地騎射活動，2019於浙江西塘冷兵器論壇主講，2020年擔任故宮南院顧問，統籌故宮亞洲藝術節蒙古月(NPM Asian Art Festivel Mongolian Month)，國慶假期前間辦理包括蒙古摔跤、騎馬、射箭、騎射等那達慕活動，並扶植新竹縣鄉村騎射嘉年華。

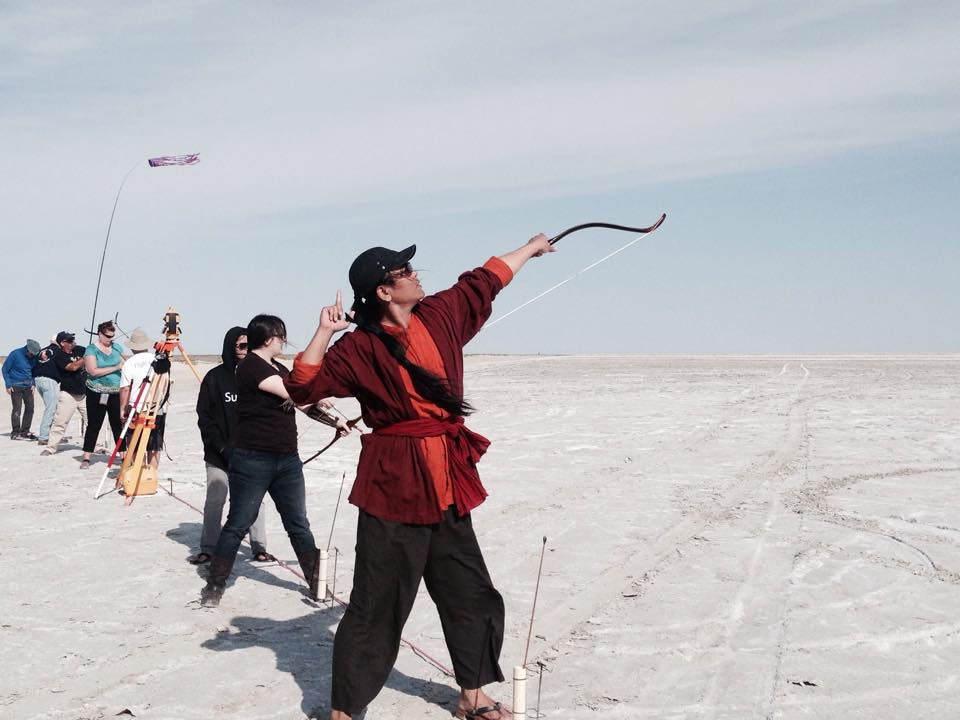
2015世界射遠錦標賽於美國猶他州鹽湖賽場

2017年11月許傑克赴蒙古國戈壁沙漠，墜馬脊椎骨折重傷，一度造成癱瘓。受傷後許傑克鑽研古典漢醫針灸，迅速恢復健康，於2019年1月擔任台灣中醫臨床醫學會、台灣皮膚科醫學會顧問，2020年起於該會及台北市、新北市中醫師公會等醫學公會組織講授相關內容，並數次獲邀至美加國際中醫研討會講座。

## 相關新聞
1. NOWnews 台灣之光！遠征世界錦標賽　射遠好手許傑克奪多面金牌 （页面存档备份，存于）
2. NOWnews 現代神箭手　DJ許傑克射下世錦賽冠軍 （页面存档备份，存于）
3. 2015世界射遠錦標賽 台灣選手許傑克獲得世界金牌 （页面存档备份，存于）
4. 民視新聞 傳統射箭世錦賽 台灣選手奪金

## 外部連結
- 許傑克的全球文化網